# تصفيات بطولة أمم أوروبا 2012 المجموعة ص

ترتيب ونتائج المجموعة السابعة من مسابقة تصفيات كأس الأمم الأوروبية لكرة القدم 2012.

## الترتيب
| م | الفريق       | لعب | ف | ت | خ | أ.له | أ.ع | أ.ف | نقاط | التأهل                   |     | إنجلترا | الجبل الأسود | سويسرا | ويلز | بلغاريا |
| - | ------------ | --- | - | - | - | ---- | --- | --- | ---- | ------------------------ | --- | ------- | ------------ | ------ | ---- | ------- |
| 1 | إنجلترا      | 8   | 5 | 3 | 0 | 17   | 5   | +12 | 18   | التأهل للمسابقة النهائية |     | —       | 0–0          | 2–2    | 1–0  | 4–0     |
| 2 | الجبل الأسود | 8   | 3 | 3 | 2 | 7    | 7   | 0   | 12   | التقدم للمباريات الفاصلة |     | 2–2     | —            | 1–0    | 1–0  | 1–1     |
| 3 | سويسرا       | 8   | 3 | 2 | 3 | 12   | 10  | +2  | 11   |                          |     | 1–3     | 2–0          | —      | 4–1  | 3–1     |
| 4 | ويلز         | 8   | 3 | 0 | 5 | 6    | 10  | −4  | 9    |                          | 0–2 | 2–1     | 2–0          | —      | 0–1  |         |
| 5 | بلغاريا      | 8   | 1 | 2 | 5 | 3    | 13  | −10 | 5    |                          | 0–3 | 0–1     | 0–0          | 0–1    | —    |         |

## النتائج والمباريات القادمة
اجتماع عقد في زيوريخ، سويسرا، يوم 15 مارس ليتم تحديد جدول مباريات المجموعة 7. بعد ذلك الاجتماع كان لم يؤت ثمارا، لذلك تم تحديد جدول المباريات قرعة عشوائية في مؤتمر يويفا الرابع والثلاثون في تل أبيب، فلسطين المحتلة، يوم 25 مارس 2010.
| الجبل الأسود        | 1–0   | ويلز |
| ------------------- | ----- | ---- |
| ميركو فوتشينيتش 30' | تقرير |      |

| إنجلترا                                                  | 4–0   | بلغاريا |
| -------------------------------------------------------- | ----- | ------- |
| جيرمين ديفو 3'، 61'، 86' · آدم جونسون (لاعب كرة قدم) 83' | تقرير |         |

| بلغاريا | 0–1   | الجبل الأسود        |
| ------- | ----- | ------------------- |
|         | تقرير | إلساد زفيروتيتش 35' |

| سويسرا            | 1–3   | إنجلترا                                                        |
| ----------------- | ----- | -------------------------------------------------------------- |
| شيردان شاقيري 71' | تقرير | واين روني 10' · آدم جونسون (لاعب كرة قدم) 69' · دارين بينت 88' |

| الجبل الأسود        | 1–0   | سويسرا |
| ------------------- | ----- | ------ |
| ميركو فوتشينيتش 67' | تقرير |        |

| ويلز | 0–1   | بلغاريا           |
| ---- | ----- | ----------------- |
|      | تقرير | إيفيلين بوبوف 48' |

| سويسرا                                                             | 4–1   | ويلز          |
| ------------------------------------------------------------------ | ----- | ------------- |
| فالنتين شتوكر 8'، 89' · ماركو شتريلر 21' · غوخان إينلر 82' (ركلة.) | تقرير | غاريث بيل 13' |

| إنجلترا | 0–0   | الجبل الأسود |
| ------- | ----- | ------------ |
|         | تقرير |              |

| ويلز | 0–2   | إنجلترا                                   |
| ---- | ----- | ----------------------------------------- |
|      | تقرير | فرانك لامبارد 7' (ركلة.) · دارين بينت 15' |

| بلغاريا | 0–0   | سويسرا |
| ------- | ----- | ------ |
|         | تقرير |        |

| إنجلترا                                   | 2–2   | سويسرا                    |
| ----------------------------------------- | ----- | ------------------------- |
| فرانك لامبارد 37' (ركلة.) · أشلي يونغ 51' | تقرير | ترانكيلو بارنيتا 32'، 35' |

| الجبل الأسود | 1–1   | بلغاريا           |
| ------------ | ----- | ----------------- |
| Đalović 53'  | تقرير | إيفيلين بوبوف 66' |

| بلغاريا | 0–3   | إنجلترا                               |
| ------- | ----- | ------------------------------------- |
|         | تقرير | غاري كاهيل 13' · واين روني 21'، 45+1' |

| ويلز                              | 2–1   | الجبل الأسود        |
| --------------------------------- | ----- | ------------------- |
| ستيف موريسون 28' · آرون رامزي 50' | تقرير | ستيفان يوفيتيتش 71' |

| سويسرا                        | 3–1   | بلغاريا             |
| ----------------------------- | ----- | ------------------- |
| شيردان شاقيري 45+2'، 62'، 90' | تقرير | ايفان ايفانوفيتش 8' |

| إنجلترا       | 1–0   | ويلز |
| ------------- | ----- | ---- |
| أشلي يونغ 35' | تقرير |      |

| ويلز                                   | 2–0   | سويسرا |
| -------------------------------------- | ----- | ------ |
| آرون رامزي 60' (ركلة.) · غاريث بيل 71' | تقرير |        |

| الجبل الأسود                                  | 2–2   | إنجلترا                        |
| --------------------------------------------- | ----- | ------------------------------ |
| إلساد زفيروتيتش 45' · أندريا ديليباشيتش 90+1' | تقرير | أشلي يونغ 11' · دارين بينت 31' |

| بلغاريا | 0–1   | ويلز          |
| ------- | ----- | ------------- |
|         | تقرير | غاريث بيل 45' |

| سويسرا                                   | 2–0   | الجبل الأسود |
| ---------------------------------------- | ----- | ------------ |
| إرين دردييوك 51' · ستيفان ليختشتاينر 65' | تقرير |              |

## الهدافون
4 أهداف
- شيردان شاقيري

3 أهداف
| - دارين بينت - جيرمين ديفو | - واين روني - أشلي يونغ | - غاريث بيل |

هدفان
| - إيفيلين بوبوف - آدم جونسون (لاعب كرة قدم) - فرانك لامبارد | - ميركو فوتشينيتش - إلساد زفيروتيتش - ترانكيلو بارنيتا | - فالنتين شتوكر - آرون رامزي |

هدف
| - ايفان ايفانوفيتش - غاري كاهيل - Radomir Đalović - أندريا ديليباشيتش | - ستيفان يوفيتيتش - إرين دردييوك - غوخان إينلر | - ستيفان ليختشتاينر - ماركو شتريلر - ستيف موريسون |